# Arion lizarrustii
Arion lizarrustii is een slakkensoort uit de familie van de Arionidae. De wetenschappelijke naam van de soort is voor het eerst geldig gepubliceerd in 1995 door Garrido, Castillejo & Iglesias.